# 샤벨라하데헤주

샤벨라하데헤주

샤벨라하데헤주(소말리어: Shabeellaha Dhexe)는 소말리아 남부에 위치한 주로, 주도는 조하르이다. 동쪽으로는 인도양과 맞닿아 있으며 갈구두드주와 히란주, 샤벨라하호세주, 바나디르주와 인접해 있다. 주 이름은 셰벨리강에서 유래된 이름이다.